# Fekete templom

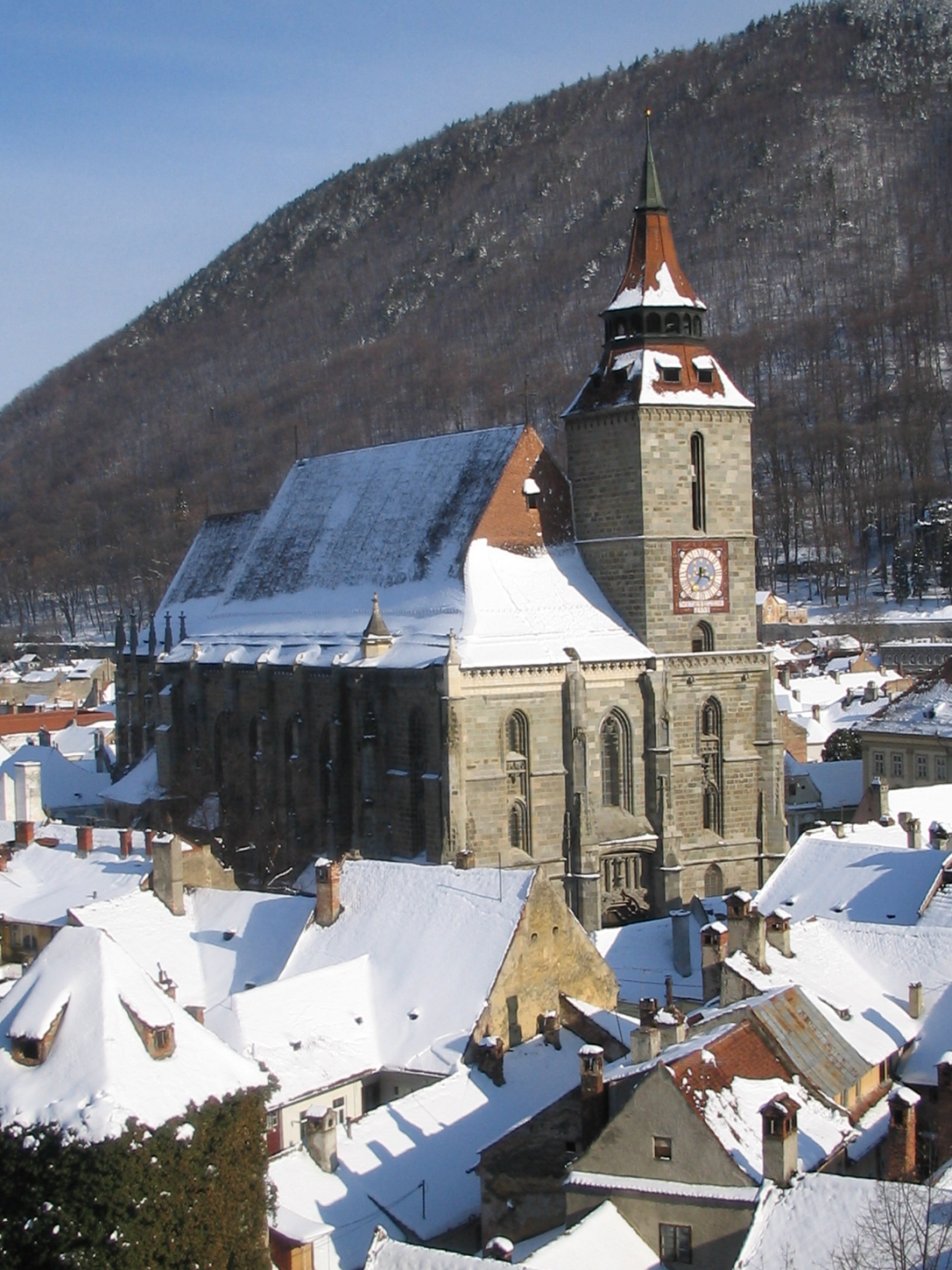
A Fekete templom télen

A brassói szász evangélikus Fekete templom Románia legnagyobb temploma, egyben az európai gótika legkeletebbre fekvő jelentős alkotása. A Főtérből délnyugatra nyíló, Honterus-udvarnak nevezett téren áll.
Egy népszerű vélekedés szerint a Fekete templomnak az 1689-es tűzvész során rárakódott korom kölcsönözte fekete színét, és így nevét is. Ennek ellenére 21. századi vizsgálatok nem találtak tűzpusztításra utaló rétegeket; a templom pusztán a környezeti hatások miatt feketedett meg. Megjegyzendő, hogy a „Fekete templom” nevet csak a 19. század végén kezdték használni, vagyis két évszázaddal a tűzvész után. Kőváry László 1866-ban kiadott könyvében még nem jelenik meg a fekete név vagy jelző, bár részletes leírást közöl a templomról.

## Története
1383 és 1477 között épült, a tatárjáráskor elpusztult Szent Katalin-templom, Újbrassó plébániatemplomának helyére, amely 1295-től dékánság központja volt. Kéttornyosnak tervezték, az elkészült nyugati tornyot végül 1514-ben szentelték fel. Elkészültétől a város Szűz Máriának szentelt fő plébániatemploma volt, építéséhez a város többször nyert búcsúengedélyt. 1421-ben a törökök támadása vetette vissza az építkezést. 1444-ben Hunyadi János elengedte a város Szent Márton-napi cenzusát, amelyet a templom építésére tudtak fordítani. Hálából a főhajó egyik oszlopán elhelyezték a Hunyadiak címerét. 1529 októberében, a Szapolyai-párti Petru Rareș támadásától tartva Lukas Hirscher városbíró leszedette a templom fedelét.
1542-ben, a város reformációja idején az evangélikusoké lett. 1542 októberében itt tartották az első német nyelvű evangélikus istentiszteletet Erdélyben. 1544-ben, Luther személyes ajánlására Johannes Honterust választották lelkészévé. 1689. április 21-én, a kortársak által a császári katonaság gyújtogatásának tulajdonított tűzvészben leégett. 1710–1714-ben épültek az oldalhajók karzatai, az inasok és segédek számára. Az 1738-as földrengésben ismét megsérült. 1762 és 1772 közt danckai mesterek építették újjá, ekkor készült mai boltozata is Stephan Closius orvos, városi tanácsos szervezésében és irányításával. A I. világháború előtt megkezdett helyreállítási munkálatai félbeszakadtak, végül hosszadalmas munkával, 1969 és 1999 között állították helyre.

## Leírása
Háromhajós, gótikus csarnoktemplom. Hossza 89, szélessége 38, a hajó magassága 42, a toronyé 65 m. A főhajó nyugati és keleti végében  1656-ig valószínűleg két mellékkápolnája is volt. Kívülről minden második pillérét a templom építésével egykorú szobor másolata díszíti (az eredetieket a templomban őrzik). Az ábrázolt alakok: Keresztelő Szent János, Mihály arkangyal, Szent Jakab apostol, Szent Miklós (?), Thomas Sander plébános, a templom alapítója (?), Lukács evangélista, Pál apostol, Krisztus mint Salvator Mundi (Világ Megváltója), Szent Péter és az egykori védőszent, Szűz Mária, lába alatt Brassó első címerével.
Az 1689-es tűzvész előtt 22 mellékoltára volt, a mai, a templom stílusához igazodó főoltárt 1865-ben, Peter Bartesch városi főépítész tervei alapján készítették. A középső oltárkép (a Hegyi beszéd) Friedrich Martersteig weimari festő műve. Az oltár bal oldali oszlopa előtti Honterus-emlékkő azon a helyen áll, ahová a reformátort temették. Az oltár mögé van befalazva Thomas Sandernak, a templomot alapító plébánosnak a sírköve. Szószéke és a tanácsurak padja 1696-ban, a szentély padjai 1700-ban készültek. A szószékkel szemközti pilléren a Hunyadi-címer látható. A szentély északi falán vezették a Breve Chronicon Daciae című falikrónikát, amely az 1143 és 1571 közötti erdélyi eseményeket örökítette meg. A déli oldalhajó keleti falán Fritz Schullerus képe: a tanácsurak és az ún. „százatyák” (a városi képviselőtestület) 1543. december 26-án felesküsznek Honterus reformációs könyvére.
A déli kapu előcsarnokában látható, 1477-ben készült freskók az Angyali üdvözletet (az ún. Schwarze Madonna), Mátyás és Beatrix címerét, a Királyok imádását, Alexandriai Szent Katalint és Szent Borbálát ábrázolják. A torony alatt a templom történetét bemutató kiállítás tekinthető meg.
1914-ig hét harangja volt, ezek közül akkor hármat leszereltek és ágyúnak olvasztottak be. 7300 kg-os nagyharangja a legnagyobb mozdítható harang Romániában és eredetileg 1514-ből származik, de az 1689-es tűzvész után és 1750-es lezuhanását követően, 1858-ban újraöntötték. 2001-ben újították föl Délkelet-Európa legnagyobb orgonáját, amely 3993 sípot számlál és 76 regiszteres. A berlini Carl August Buchholz építette 1836 és 1839 között.
A templomban található a Törökországon kívüli Európa legnagyobb anatóliai szőnyeggyűjteménye. A 16–18. században készült 119 szőnyeget a Törökországot járó szász kereskedők vásárolták és ajándékozták az egyházközségnek. Ma a templombelsőt díszítik. A templom további kincsei közé tartozik az 1476-ban egy segesvári mester által készített és Johannes Reudel kereskedő által adományozott keresztelőmedence, egy gótikus, öntöttvas szentségtartó és két, 1504-ben készült kehely. Déli oldalán áll Johannes Honterus szobra, Harro Magnussen alkotása, 1898-ból.
A romániai műemlékek jegyzékében a BV-II-a-A-11412 sorszámon szerepel.

## Képek

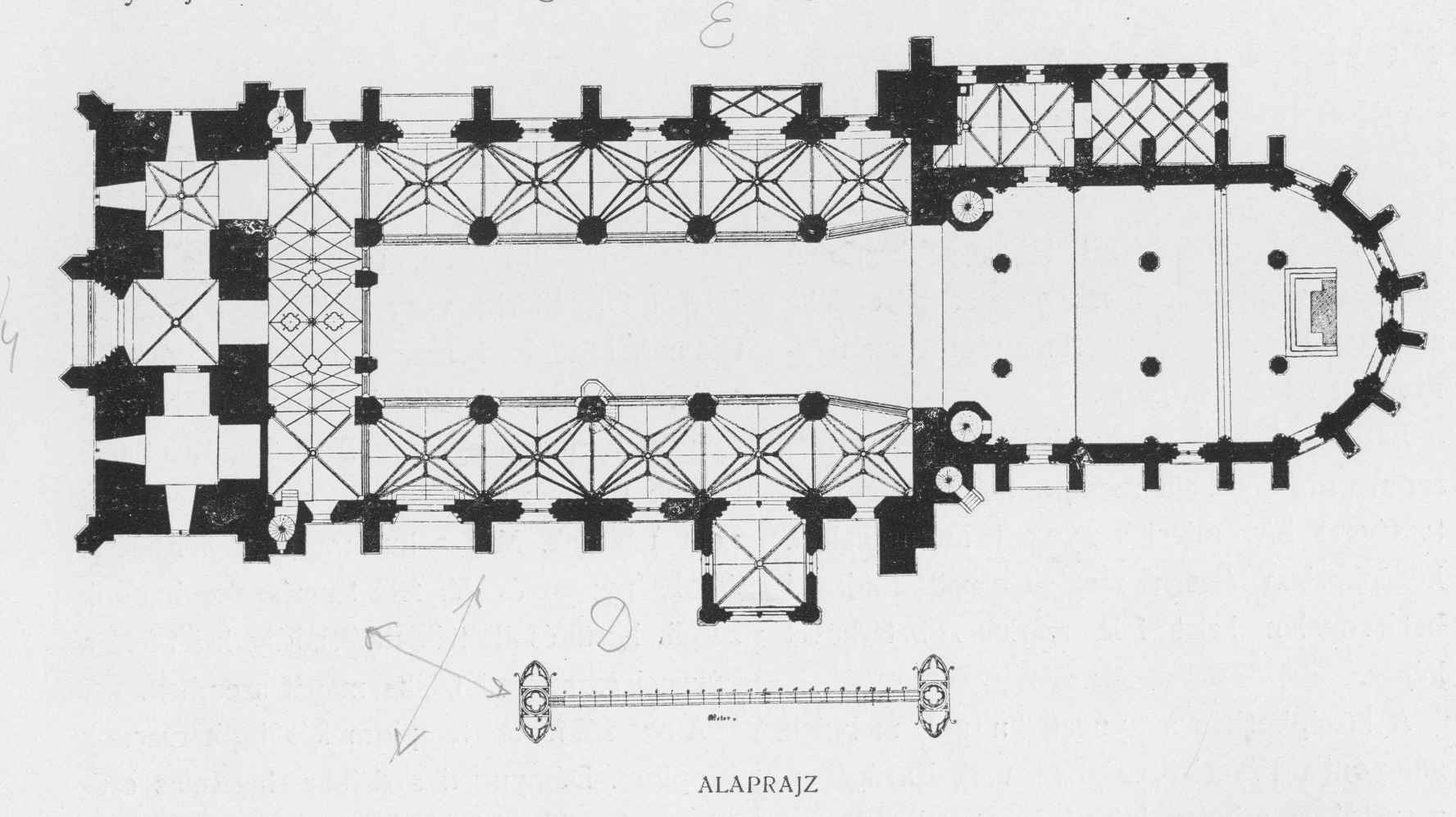
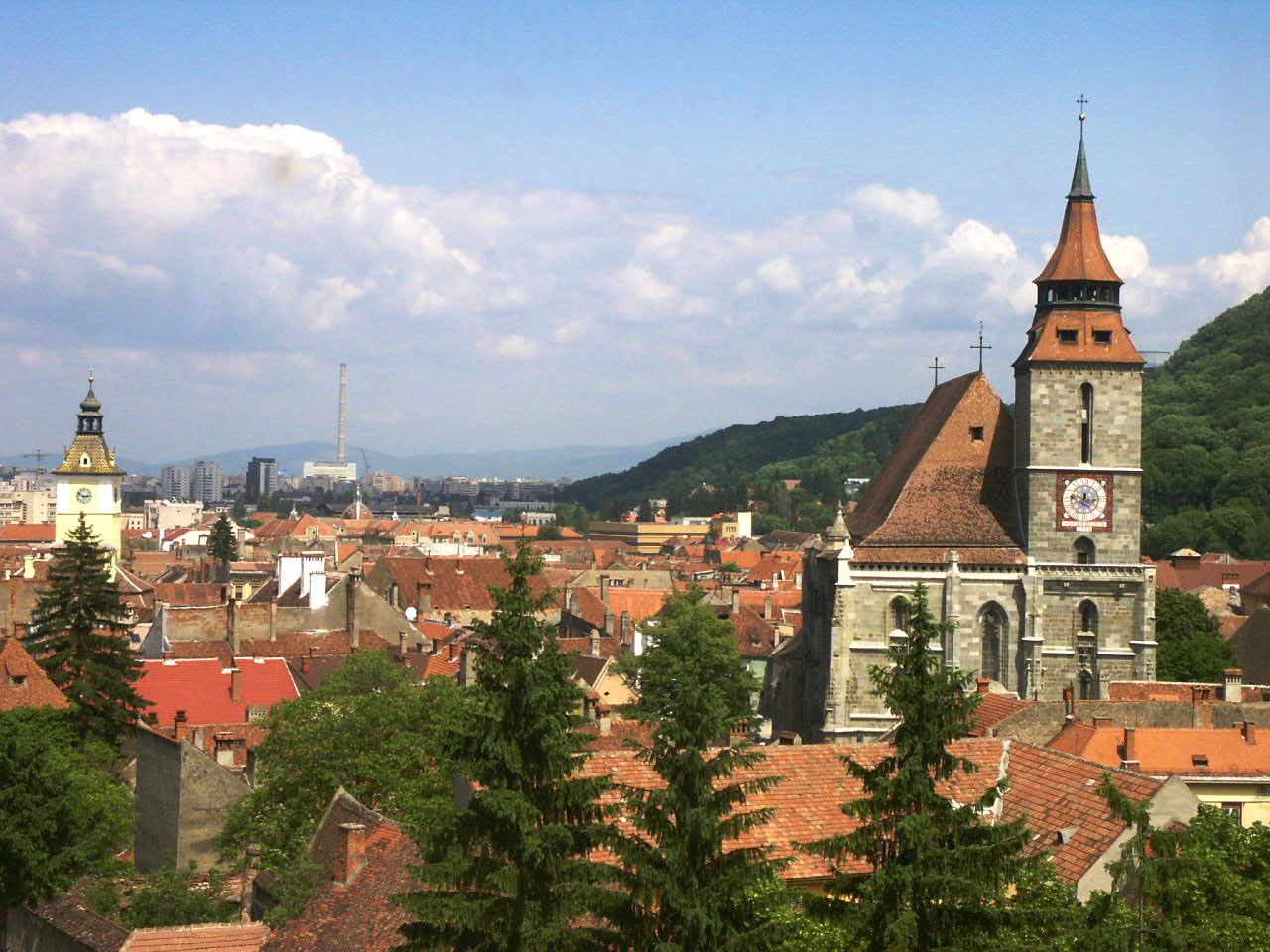
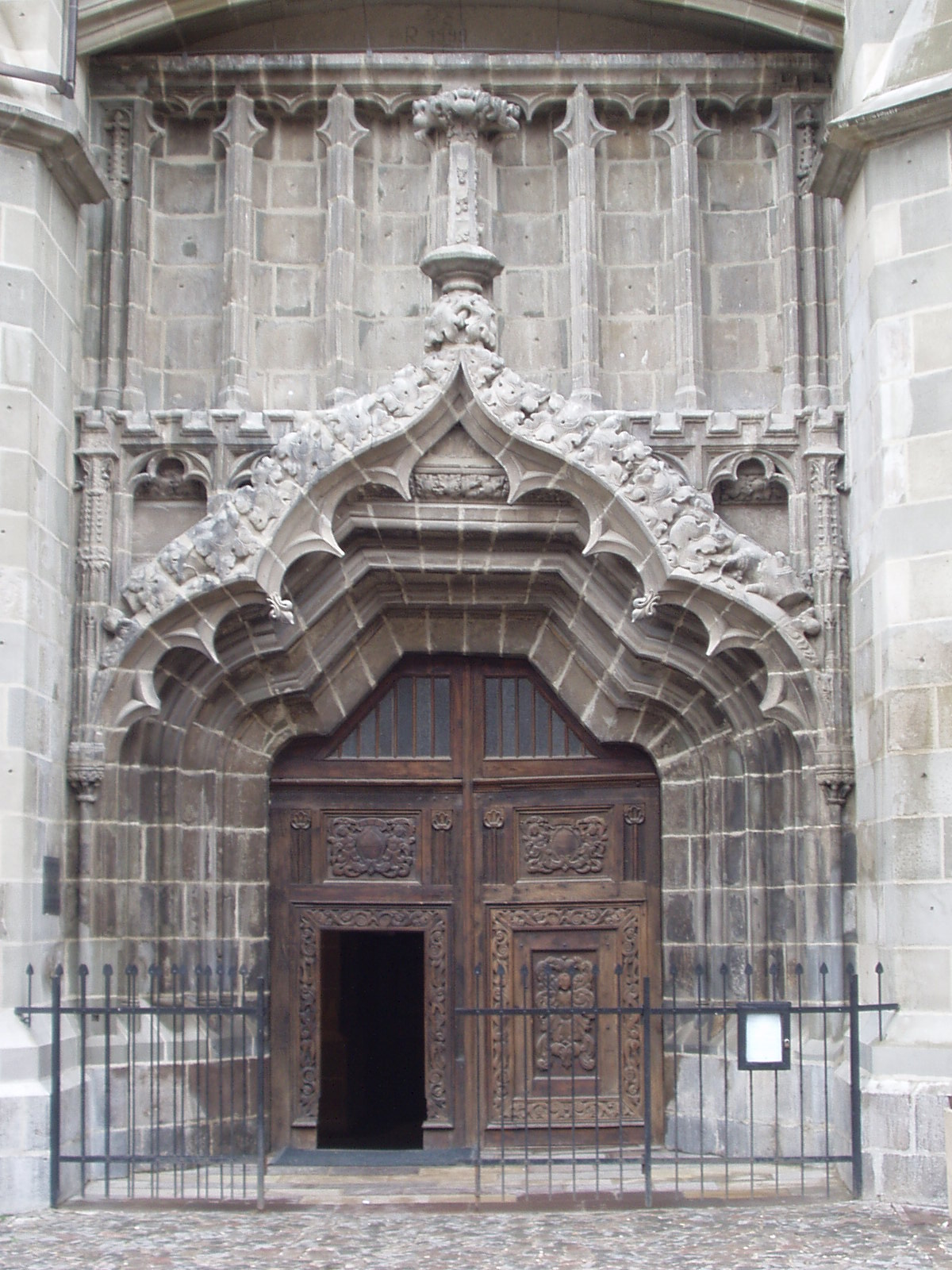
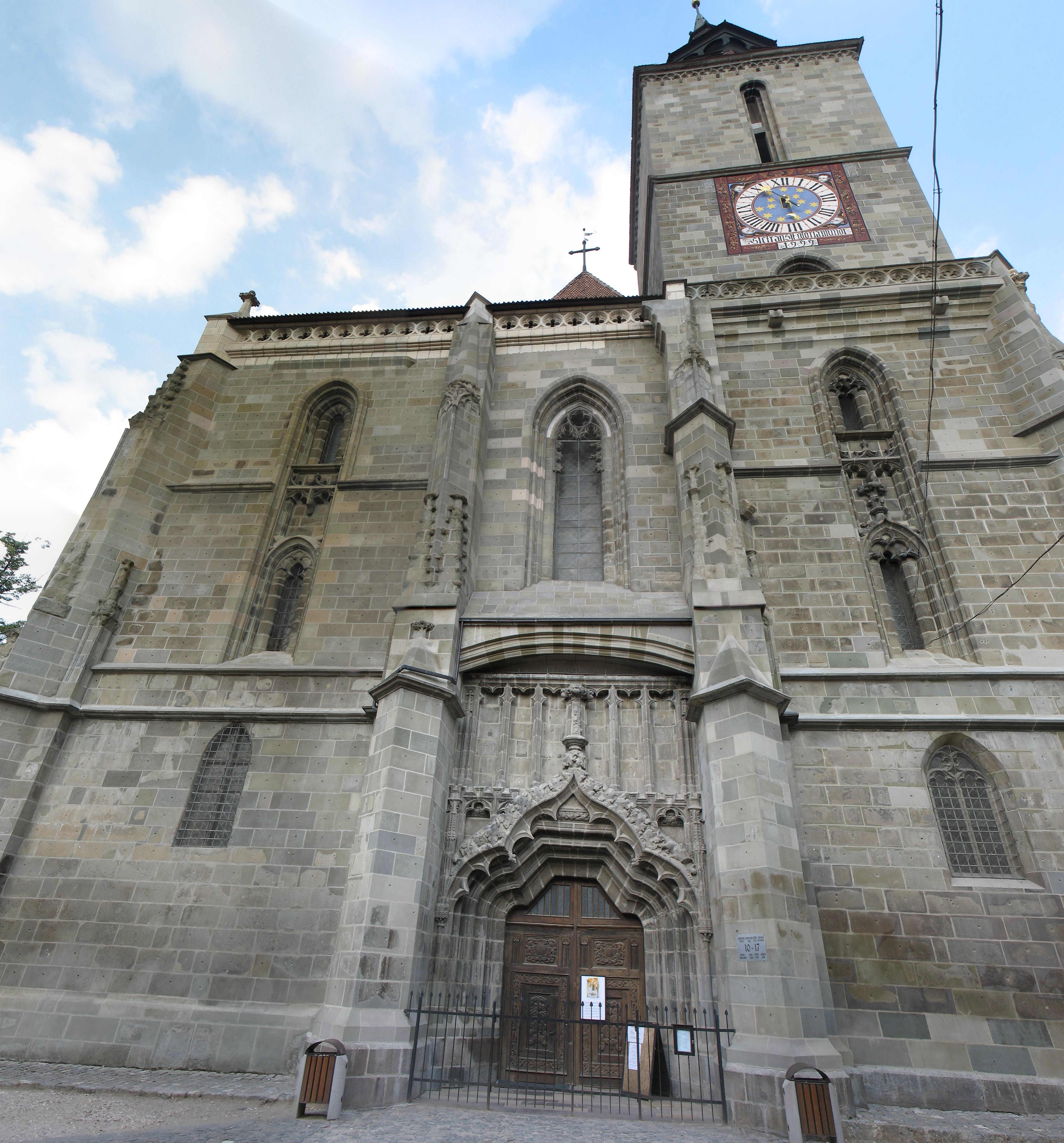
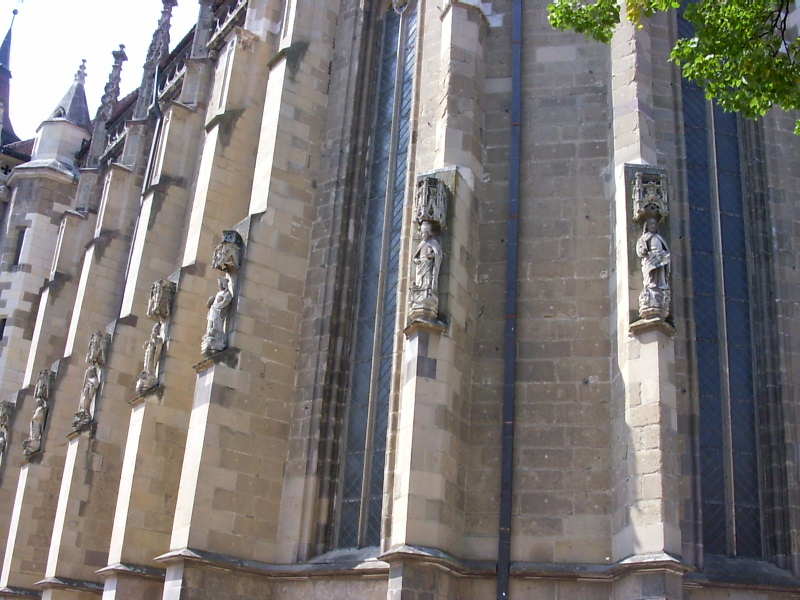
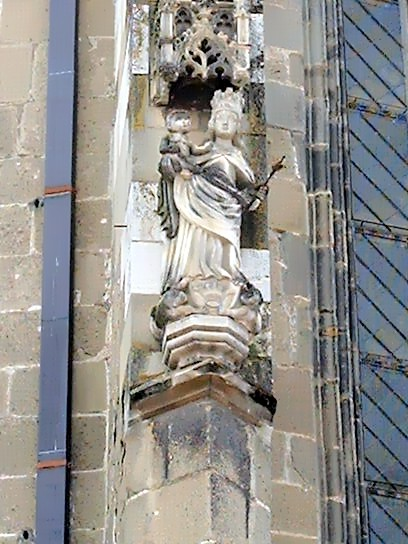
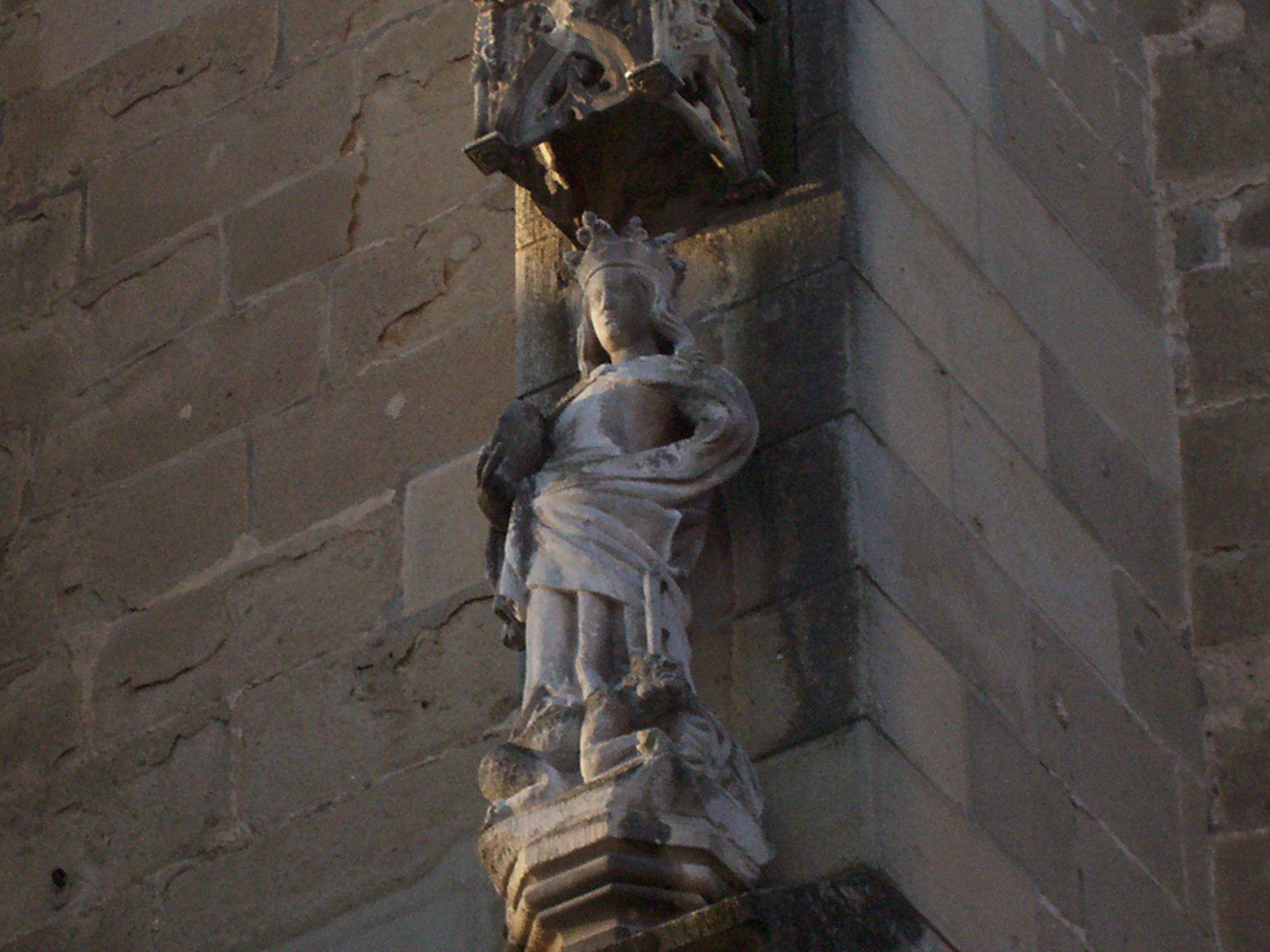
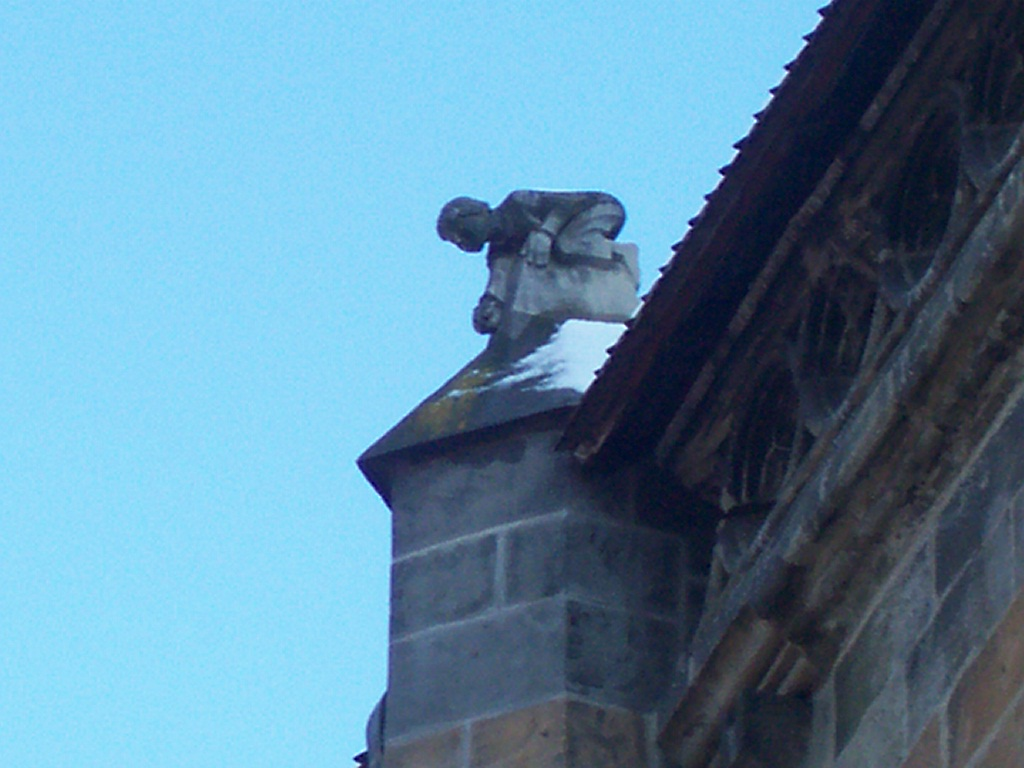
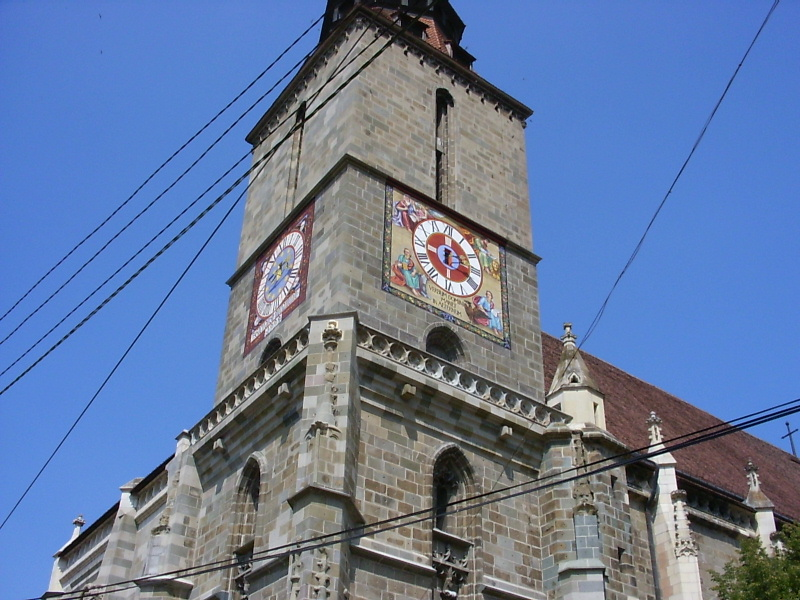